# AMX-30E
AMX-30E — испанский ОБТ, основанный на AMX-30. Производился с 1974 по 1983 год компанией Santa Bárbara Sistemas. Позже был заменён Leopard 2A4 и Centauro.
В 1970 году Испания подписала соглашение о сотрудничестве с Францией, по которому 180 танков AMX-30E должны были быть произведены по лицензии в Испании, а 20 во Франции.

## Модернизация
- AMX-30EM2 — глубокая модернизация AMX-30E. имеет двигатель MTU 833 мощностью 850 л.с (625 кВТ) и немецкую трансмиссию ZF LSG-3000. Также на танке установлена система управления огнём Mark 9 A/D от компании Hughes Aircraft, лазерный дальномер Nd:YAG, баллистический компьютер NSC-800 и новая система пожаротушения. Всего было модернизировано 150 танков.
- AMX-30EM1 — модернизация с целью улучшения мобильности. Имеет американскую трансмиссию Allison CD-850-6A.